# Les Lingots d'or
Les Lingots d'or (Ingots of Gold) est une nouvelle policière d'Agatha Christie mettant en scène Miss Marple.
Initialement publiée en février 1928 dans la revue The Royal Magazine au Royaume-Uni, cette nouvelle a été reprise en recueil en 1932 dans The Thirteen Problems au Royaume-Uni. Elle a été publiée pour la première fois en France dans le recueil Miss Marple au Club du Mardi en 1966.

## Résumé
La troisième histoire du « Club du Mardi » est racontée par Raymond West.
- Mise en place de l'intrigue

L'histoire se déroule deux ans auparavant lors du week-end de la Pentecôte, à Polperran, village situé sur la côte Ouest de la Cornouailles. 
Raymond West se rend à Pol House, vieux château loué par John Newman, un ami de quelques semaines. Celui-ci est propriétaire d'une société spécialisée dans l'exploration sous-marine des épaves qui se sont, de tout temps, échouées contre les Rochers du Serpent. Dans le train, Raymond rencontre l'inspecteur Badgoworth, celui-ci enquête sur la disparition de lingots d'or de l'épave d'un navire échoué dans les environs. Le dimanche soir, John Newman part en balade tandis que Raymond West préfère se coucher, mais au petit matin John n'est toujours pas rentré. 
Raymond West part à sa recherche avec l'aide de l'inspecteur, et ils finissent par le retrouver ligoté au fond d'un fossé. Il raconte que lors de sa promenade, il a aperçu dans une crique des marins portant de lourdes caisses. Ceux-ci l'ayant repéré l'ont kidnappé avant de le relâcher. Au vu des indices, tous les soupçons se tournent vers un homme, mais celui-ci bénéficie d'un solide alibi...
- Révélations de Miss Marple

## Personnages

### Le Club du Mardi
- Miss Marple
- Raymond West, écrivain et neveu de Miss Marple
- Joyce Lemprière, une jeune artiste
- Sir Henry Clithering, ex-commissaire de Scotland Yard
- Dr Pender, pasteur
- Mr Petherick, avoué (avocat)

### Protagonistes du mystère
- Raymond West
- John Newman, ami de Raymond West
- Inspecteur Badgoworth
- Bill Higgins, plongeur
- Mr Kelvin, patron de l'auberge « Trois Ancres »
- Elisabeth, voisine de Newman
- le jardinier de Newman

## Publications
Avant la publication dans un recueil, la nouvelle avait fait l'objet de publications dans des revues :
- en février 1928, au Royaume-Uni, dans le no 352 de la revue The Royal Magazine[1] ;
- le 16 juin 1928, aux États-Unis, sous le titre « The Solving Six and the Golden Grave », dans le no 1 (vol. 102) de la revue Detective Story Magazine[1] ;
- en mars 1967, aux États-Unis, sous le titre « Miss Marple and the Golden Galleon », dans le no 280 (no 3, vol. 49) de la revue Ellery Queen's Mystery Magazine[2].

La nouvelle a ensuite fait partie de nombreux recueils :
- en 1932, au Royaume-Uni, dans The Thirteen Problems[1] (avec 12 autres nouvelles) ;
- en 1933, aux États-Unis, dans The Tuesday Club Murders[1] (adaptation du recueil de 1932) ;
- en 1966, en France, dans Miss Marple au Club du Mardi (avec 6 autres nouvelles)
(réédité en 1991 sous le même titre, reprenant les 13 nouvelles du recueil britannique de 1932).